# Har HaMenuchot
Il  cimitero Har HaMenuchot (in ebraico: הר המנוחות), è conosciuto anche come cimitero di Givat Shaul ed è il più grande di Gerusalemme. Posto in cima all'altura dalla quale prende il nome, fu inaugurato nel 1951.

## Descrizione
Nel cimitero riposano oltre 150.000 defunti.

## Sepolture importanti
- Erich Kulka
- Yehezkel Abramsky
- Menachem Ziemba
- Meir Shamgar